# Пленникът от Трикери
Вижте пояснителната страница за други значения на Пленникът от Трикери.
„Пленникът от Трикери“ (изписване до 1945 година: Плѣнникътъ отъ Трикери) е драма в три действия от Константин Мутафов. Свързана е с погрома над българите в Солун и областта през 1913 година (Междусъюзническата война) и съдбата на хилядите пленници, изпратени в концлагера на остров Трикери, първият в Европа.
През февруари 1917 година авторът внася пиесата си в артистичната комисия на Народния театър. Тя е приета и първото ѝ представление е през декември същата година.
Първото ѝ печатно издание е в 1918 година, а второто ѝ, преработено издание излиза в 1928 година.
Драмата е написана по документални материали от книгата „Гробовете на Трикери“ от чешкия журналист Владимир Сис, военен кореспондент на Балканите по време на Балканската и Междусъюзническата война (1912 – 1913), който в 1914 година посещава създадения от гърците концлагер на остров Трикери в Бяло море и документира гръцките изстъпления срещу заточените и измрели там българи. Написва книгата и тя е издадена още същата година.
Пиесата става популярна и се играе в много български театри и читалища. Кръстьо Сарафов режисира нейна постановка. Старозагорският театър, ставайки професионален през 1919 година, открива първия си сезон с нея. Основателите на читалището в село Аспарухово (1927) наберат средства за него с представянето на „Иванко – убиецът на Асеня“ и „Пленникът от Трикери“. През 1929 г. е направена първата екранизация на драмата, която обаче остава незавършена и от нея до днес са запазени само 12 минути.
С тази пиеса в българския театър още на много ранен етап се развива документализма. Същевременно, според изследователите, „популярността ѝ вероятно се дължи на сложния въпрос, който поставя – как човек може да продължи напред, когато целият му свят е изчезнал във вихъра на военни или политически катаклизми. Ужасът от войните е олицетворен в „острова-гроб“ Трикери, където всички умират – реално или преносно – защото дори тези, които се завръщат, не могат да продължат живота си. Акцентът е върху идеята, че робството може да бъде надживяно, но преживелите ужаса, че ще останат завинаги „заточени живи в онзи гроб“, умират повторно, защото нямат място в новото време“.
В 1993 година е създадена телевизионна адаптация по пиесата на Константин Мутафов, спектакъл на Телевизионния театър на Българската телевизия. В постановката се поставя допълнителен акцент, въпроса за цяло поколение български деца, принудени да изживеят живота си без бащи.
Критиката през XXI век  оценява, че драмата на Константин Мутафов има „силно въздействие чрез история на персонажа, с която зрителят може да се свърже на лично ниво, преживявайки големия исторически разказ през себе си – една мисия на театъра, която е все по-актуална днес“ (проф. Дойчева).